# Felix Bänziger
Felix Bänziger (* 1948) ist ein Schweizer Jurist.

## Leben
Bänziger studierte Rechtswissenschaften an der Universität Freiburg, wo er 1976 promovierte. Im selben Jahr wurde er im Kanton Appenzell Ausserrhoden Verhörrichter. Von 1982 bis 1987 war er Chef der Kriminalpolizei der Kantonspolizei St. Gallen. Anschliessend war Bänziger Staatsanwalt von Appenzell Ausserrhoden, ab 1993 war er zudem ständiger Vertreter der Bundesanwältin für die deutschsprachige Schweiz. Bänziger wurde auf den 1. August 1996 zum Stellvertreter von Bundesanwältin Carla Del Ponte ernannt. Ab 2001 war er stellvertretender Generalprokurator des Kantons Bern. Im September 2009 unterlag er Rolf Grädel (SVP) bei der Wahl des neuen bernischen Generalprokurators. Im Dezember 2009 wurde Bänziger zum Oberstaatsanwalt des Kantons Solothurn gewählt. Per Ende Mai 2013 wurde er pensioniert.
Im Mai 2012 gab der Regierungsrat des Kantons Zürich bekannt, dass Felix Bänziger beauftragt wurde, eine Strafuntersuchung gegen Regierungsrat Martin Graf zu führen. Eine Privatperson hatte eine Strafanzeige wegen Amtsmissbrauchs und Amtsgeheimnisverletzung eingereicht. Das Waadtländer Kantonsgericht hat Bänziger per 27. Mai 2013 zum Leiter der Administrativuntersuchung im Zusammenhang mit der Tötung der 19-jährigen Marie in der Nähe von Payerne ernannt, Bänziger soll die Vorgänge in der Justiz untersuchen.
Felix Bänziger war ausserdem Leiter der Ombudsstelle der Schweizerischen Gesellschaft für Rechtsmedizin (SGRM). Er ist parteilos.

## Schriften
- Der Schutz des Dritten im internationalen Personen-, Familien- und Erbrecht der Schweiz (= Schweizer Studien zum internationalen Recht. Bd. 3). Schulthess, Zürich 1977 (Dissertation, Universität Freiburg, 1976).
- (mit August W. Stolz) Strafprozessordnung des Kantons Appenzell A. Rh. vom 30. April 1978.  1980. 2., vollständig überarbeitete Auflage: (mit August W. Stolz, Walter Kobler) Kommentar zur Strafprozessordnung des Kantons Appenzell A. Rh. Kantonskanzlei, Herisau 1992.
- (mit Luc Leimgruber) Das neue Engagement des Bundes in der Strafverfolgung: Kurzkommentar zur «Effizienzvorlage». Stämpfli, Bern 2001, ISBN 3-7272-9723-9.
- (mit Erhard Schweri) Interkantonale Gerichtsstandsbestimmung in Strafsachen. 2., stark überarbeitete und ergänzte Auflage. Stämpfli, Bern 2004, ISBN 3-7272-9938-X.
- (Hrsg. mit Annemarie Hubschmid, Jürg Sollberger) Zur Revision des Allgemeinen Teils des Schweizerischen Strafrechts und zum neuen materiellen Jugendstrafrecht. 2., ergänzte Auflage. Stämpfli, Bern 2006, ISBN 3-7272-9171-0.
- (mit Christoph Burkhard, Charles Haenni) Der Strafprozess im Kanton Bern: 1519 Anmerkungen zum Übergang vom bernischen Recht zu StPO und JStPO. Stämpfli, Bern 2010, ISBN 978-3-7272-9795-3.